# Eutypella virescens
Eutypella virescens är en svampart som beskrevs av Wehm. 1936. Eutypella virescens ingår i släktet Eutypella och familjen Diatrypaceae.   Inga underarter finns listade i Catalogue of Life.